# Розилюксембурзька сільська рада
Розилюксембурзька сільська рада — колишній орган місцевого самоврядування у Широківському районі Дніпропетровської області з адміністративним центром у с. Гречані Поди.
25 грудня 2016 року у зв'язку з утворенням Гречаноподівської сільської територіальної громади виключена з облікових даних.

## Історична довідка
На території  Розилюксембурзької  сільської ради  розташовано шість населених пунктів :  с. Гречані Поди (центральна садиба сільської ради), с. Калинівка, с. Красний Під,  с. Миролюбівка, с. Свистунове, с. Трудолюбівка. Протяжність сільської  ради із  півночі на південь  6  км  із заходу  на схід 12 км. Кількість населення  – 1819 чоловік, 884 господарства.
Розилюксембурзька  сільська рада утворилася  21 січня 1987 року,  рішенням виконкому обласної ради №31. До  цього часу  населені пункти сільської  ради відносилися  до Олександрівської сільської  ради.  Першим  головою Розилюксембурзької сільської  ради  була Єлісєєва  Марія  Андріївна, першим секретарем сільської ради – Шахно Катерина Михайлівна.     
07.07.1994  року після  проведення чергових  виборів було  обрано сільським  головою Силадія Василя Миколайовича,  який  очолює сільську  раду і на даний час. 
08.04.1998  року  секретарем  сільської ради обрано  Іванову Галину Володимирівну,  яка  працює  вказаній посаді  і до цього часу,  взагалі, в сільській  раді  працює з  1988  року. Посаду головного  бухгалтера  займає Дзятко  Світлана  Іванівна з  часу  заснування сільської  ради.
На  території сільської  ради  на час  її  утворення було  два  трудові колективи:  радгосп «Калинівський”» та  колгосп ім. ХХІІ зʼїзду КПРС. Усі соціальні  питання  територіальної громади  вирішувались за  допомогою  цих двох колективів.  З  приходом  реорганізації  було  утворено КСП «Калинівський»  та    КСП  «Вільне»,  під час  їх  чергової реорганізації (2000-2001 роки)  уся соціальна сфера  була передана на баланс сільської  ради   у занедбаному  стані, а  саме: сільський  будинок культури с. Рози Люксембург,  сільський клуб с. Миролюбівка, Миролюбівський ФАП,  бібліотека  с. Миролюбівка,  Розилюксембурзький  ФАП, бібліотека с. Рози Люксембург, Трудолюбівський ФАП,  дитячі садочки   в  с. Рози Люксембург, с. Миролюбівка, с. Свистунове.  Також на території сільської  ради розміщено  дві  середні загальноосвітні  школи (  Калинівська та Миролюбівська).
У  звʼязку із скрутним  фінансовим  становищем у  бюджеті  сільської ради  на момент  їх передачі проводити   капітальні ремонти  вищевказаних об'єктів  було неможливим. Протягом 2009 року проведено капітальний  ремонт  даху Розилюксембурзького  СБК,   виготовлена   проектно-кошторисна  документація «Реконструкція  дитячого дошкільного закладу с. Рози Люксембург», проведено  поточний  ремонт підʼїздів   приміщення будівлі контори с. Рози Люксембург, капітальний ремонт приміщення Розилюксембурзького ФАПу, частини  даху Миролюбівського сільського клубу, приміщення  бібліотеки с. Миролюбівка, замінено вікна в цих приміщеннях на пластикові.
В  2000  році за  пропозицією  сільського голови  сільською  радою  було створене комунальне підприємство  «Дар»,  головним  завданням якого  є  забезпечення населення  питною  водою. На  даний час  сфера  послуг підприємства  розширилась,  а саме:  послуги  косилки, екскаватора, трактора, сіялки, плуга, культиватора.  На  балансі комунального підприємства  знаходяться дві  шкільні  котельні (Калинівської СЗШ  та Миролюбівського НВК),  які  вони обслуговують. 
На території  ради  на сьогоднішній  день  працює 8 магазинів  та 1 кафе-бар. Усі  магазини працюють згідно з встановленим  та  зручним для  населення режимом  роботи.  Асортимент товарів  в  магазинах різноманітний.
Усі  шість населених пунктів  сільської ради  телефонізовано, газифіковано,  централізоване водопостачання.

## Населені пункти
Сільській раді підпорядковані населені пункти:
- с. Гречані Поди
- с. Калинівка
- с. Красний Під
- с. Миролюбівка
- с. Свистунове
- с. Трудолюбівка

## Склад ради
Рада складається з 14 депутатів та голови.

## Керівний склад сільської ради
| ПІБ                        | Основні відомості                                                                                     | Дата обрання | Дата звільнення |
| -------------------------- | --- | ------------ | --------------- |
| Силадій Василь Миколайович | Сільський голова, 1950 року народження, освіта, член Соціал-демократичної партії України (об'єднаної) | 26.03.2006   | 31.10.2010      |
| Силадій Василь Миколайович | Сільський голова, 1950 року народження, освіта вища, член Партії регіонів                             | 31.10.2010   |                 |

Примітка: таблиця складена за даними джерела